# آي جي إن
آي‌جي‌إن (بالإنجليزية: IGN)‏ هي اختصار لكلمة « تخيل الألعاب الإلكترونية على الشبكة »، وهو موقع إعلاني للألعاب الفيديو. والشركة الأم للشركة هي آي‌جي‌إن إنترتينمنت، والمواقع المتفرعة منها جيم سباي، جيم ستيت، روتن توميتوز وأسك من.
في 15 مايو، 2012، وبالتعاون مع شركة تي بريك ميديا (t-break Media) الإعلانية الإماراتية، أطلقت آي‌جي‌إن نسخة خاصة لوقعها من أجل اللاعبين العرب، والتي أخذت مكان موقع إم أي جيمرز (ME Gamers) التي كانت من أكبر مواقع الإعلانية العربية الخاصة لألعاب الفيديو والتي أطلقتها شركة تي بريك في 2006. الموقع الحالي آي‌جي‌إن الشرق الأوسط (IGN Middle East) متوفرة بكلا لغتي العربية والإنجليزية.

## الأنظمة المهتمة بها

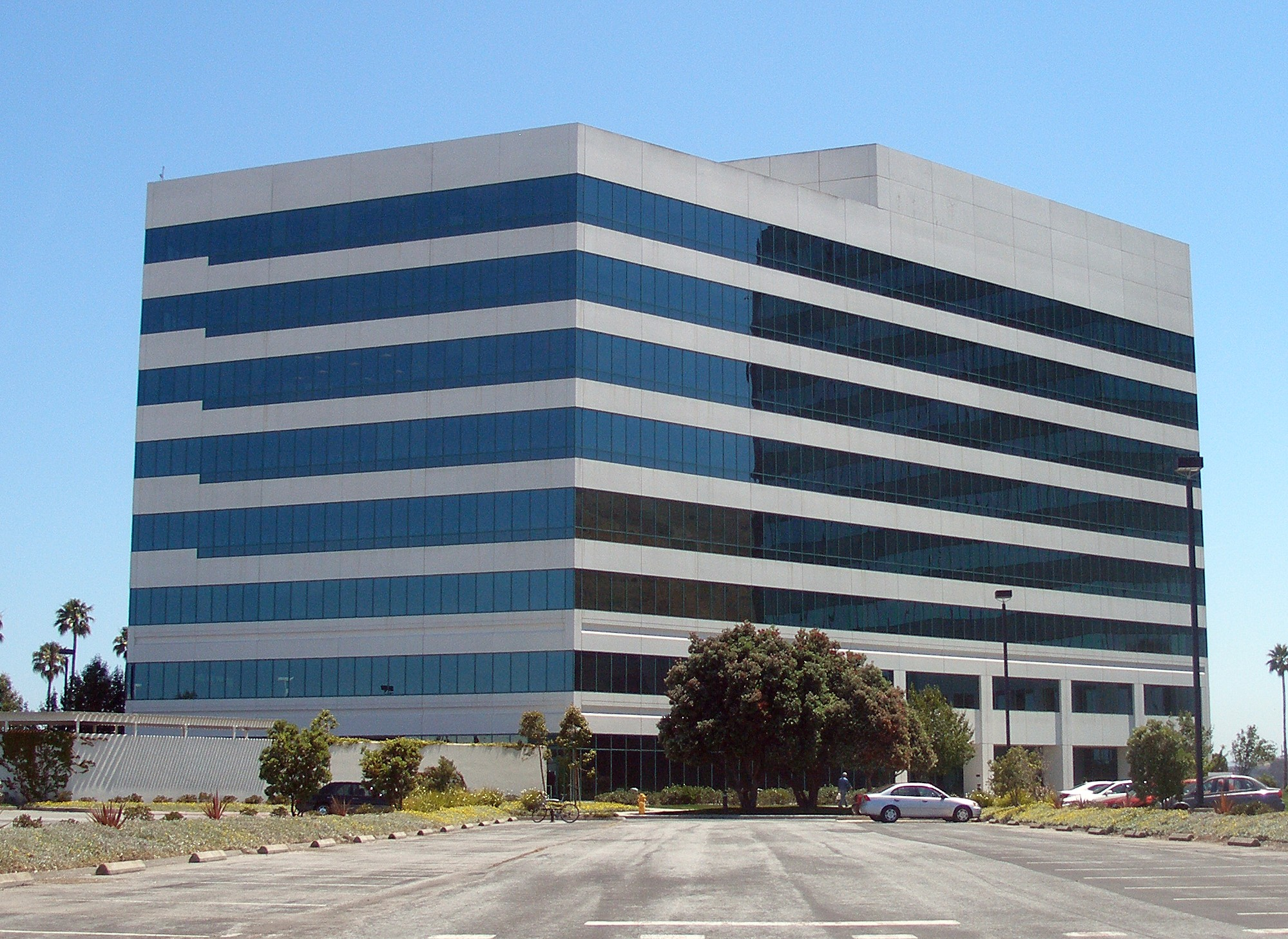
مقر آي جي إن السابق في بريسباني، سان ماتيو، كاليفورنيا.

وهناك العديد من الأنظمة ألعاب الفيديو وهي كالتالي:
- وي
- وي يو
- نينتندو دي إس
- نينتندو 3دي إس
- إكس بوكس 360
- إكس بوكس 1
- بلاي ستيشن 2
- بلاي ستيشن 3
- بلاي ستيشن 4
- بلاي ستيشن 5
- بلاي ستيشن بورتبل
- بلاي ستيشن فيتا
- إكس بوكس لايف
- هاتف محمول
- ريترو
- آي فون

بالإضافة إلى القنوات التي تغطي الأفلام، الأغاني، العتاد والتكنولوجيا، الرياضة، الكتب المصورة، والتلفاز والعديد من الأشياء.